# Metophthalmus haigi
Metophthalmus haigi is een keversoort uit de familie schimmelkevers (Latridiidae). De wetenschappelijke naam van de soort werd in 1976 gepubliceerd door Fred Gordon Andrews.